# Édouard Sayous
Édouard Sayous (Genève, 10 januari 1842 - Nice, 19 januari 1898) was een Frans-Zwitsers historicus en onderwijzer.

## Biografie
Édouard Sayous was van Franse komaf. Hij was een zoon van Pierre-André Sayous en van Sophie Henriette Besson. In 1870 trouwde hij in Parijs met de Franse Fanny Berthe Dollfus.
Na zijn schooltijd aan de hogere normaalschool in Parijs (1860), behaalde hij doctoraten in de letteren (1866) en de theologie (1882). In 1863 werd hij leraar aan het lyceum van Versailles en later aan het Charlemagnelyceum in Parijs (1865). Nadien doceerde hij aan de faculteit protestantse theologie in Montauban (1879) Toulouse en Besançon (1886), waar hij geschiedenis van de oudheid en de middeleeuwen doceerde.
Sayous leerde Hongaars en maakte in 1868 zijn eerste reis naar Boedapest. In 1876 schreef hij Histoire générale des Hongrois, een standaardwerk over de geschiedenis van Hongarije. Daarnaast interesseerde hij zich tevens in de Reformatie in Hongarije en de Engelse oorlogen. Als voortreffelijk kenner van de Dubbelmonarchie werd hij in 1870 door Frankrijk op een diplomatieke missie naar Boedapest gestuurd. In datzelfde jaar keerde hij terug naar Genève, naar de familie Dufour, waarmee hij verwant was. In 1877 schreef hij een biografie van generaal Guillaume Henri Dufour.

## Werken
- (fr)  Histoire générale des Hongrois, 1876.